# Деснацуј (Долж)
Деснацуј (рум. Desnățui) насеље је у Румунији у округу Долж у општини Вела. Oпштина се налази на надморској висини од 154 m.

## Становништво
Према подацима из 2002. године у насељу је живело 29 становника, од којих су сви румунске националности.